# Holochlora fuscospinosa
Holochlora fuscospinosa är en insektsart som beskrevs av Brunner von Wattenwyl 1891. Holochlora fuscospinosa ingår i släktet Holochlora och familjen vårtbitare. Inga underarter finns listade i Catalogue of Life.